# Stazione di Bivio d'Aurisina
La stazione di Bivio d'Aurisina è una stazione ferroviaria posta sul tronco comune alle linee Udine-Trieste e Venezia-Trieste, punto di diramazione della linea per Vienna.

## Storia
Nel 1939 vennero attivati il nuovo fabbricato viaggiatori e nuovi marciapiedi. Il 23 agosto dello stesso anno giunse alla stazione un treno che trasportava legname, proveniente da Postumia. A causa dello sfregamento dei ceppi dei freni si verificò l'incendio di uno dei vagoni: questo venne prontamente sganciato e instradato verso un binario morto.
Il 30 novembre 1942 47 vagoni di un treno merci, fermo a Opicina, si staccarono dal tender, e iniziarono a viaggiare, senza controllo verso Aurisina. Giunti alla stazione del Bivio investirono un treno merci là stazionante. L'incidente provocò diversi feriti.
Il 24 novembre 1972, alle 06:23, nei pressi della stazione, in direzione Venezia, avvenne il deragliamento del rapido Trieste-Milano. Il treno, che viaggiava sotto la pioggia e un forte vento di bora, colpì un treno merci, un cui vagone era deragliato, dopo che il treno merci aveva a sua volta colpito un carrello con gru, in un'area dove venivano effettuati dei lavori. L'elemento di testa del rapido s'infilò in un vagone carico di cipolle, che attutirono il colpo. Il vagone si staccò dal convoglio, cadendo in una scarpata. I primi soccorsi giunsero dalla vicina stazione, ma l'incidente provocò un morto e diversi feriti gravi.
Il 2 marzo 2017 un locomotore, utilizzato a Opicina per manovre di servizio, si mise in movimento improvvisamente: trovandosi su un tratto in discesa, andò a tamponare un treno merci, appena giunto in stazione. Non vi furono feriti.

## Strutture e impianti
La stazione è dotata di tre binari passanti serviti da marciapiede (privo di sottopasso); fino al 2017 era dotata di quattro binari, ma in tale anno il binario 1 è stato rimosso.
La configurazione della stazione è a triangolo, a causa della presenza delle linee per Trieste e per Villa Opicina, le quali si congiungono presso la stazione e sono inoltre raccordate da una bretella.
Il fabbricato viaggiatori ospita la biglietteria automatica e una sala d'aspetto. L'impianto è privo di sottopassaggi.

## Movimento
La stazione è servita da treni regionali svolti da Trenitalia nell'ambito del contratto di servizio stipulato con le Regioni interessate.

## Servizi
La stazione dispone dei seguenti servizi:
- Biglietteria automatica
- Sala d'attesa

## Interscambi
A poche centinaia di metri dalla stazione è presente una fermata delle linee 39/, 43, 44 e 46 della Trieste Trasporti, che collegano la stazione con le località del comune e della ex provincia di Trieste. La stazione si trova a poche centinaia  di metri dalla SR TS 1 del Carso, che unisce Sistiana a Basovizza.